# Carex scitiformis
Carex scitiformis är en halvgräsart som beskrevs av Georg Kükenthal. Carex scitiformis ingår i släktet starrar, och familjen halvgräs. Inga underarter finns listade i Catalogue of Life.